# MeshLab
MeshLab est un logiciel libre de traitement de maillages 3D. Ce programme est développé depuis 2005 par l'ISTI (en) et le CNR, dans le but de fournir un outil généraliste pour la manipulation et l'édition de modèles 3D importants, provenant notamment de scans 3D.
Il propose différents filtres de nettoyage du maillage (suppression des vertex non référencés par exemple), des outils de re-maillage (simplification, subdivision, reconstruction de surfaces...) et des fonctions de suppression de bruit (adoucissement, etc.).
MeshLab est disponible sous différentes plates-formes, dont Windows, Linux et Mac OS X. Il supporte les formats de stockage suivants : PLY, STL, OFF, 3DS, VRML 2.0, X3D et COLLADA.
MeshLab est utilisé dans de nombreux domaines de recherche et universitaires, tels que la microbiologie, la gestion du patrimoine culturel, 
la reconstruction de surfaces et l'impression tri-dimensionnelle.